# Wojna światów – następne stulecie
Wojna światów – następne stulecie (cu sensul de: Războiul lumilor - secolul următor) este un film SF polonez din 1981 regizat de Piotr Szulkin.  Rolurile principale au fost interpretate de actorii Roman Wilhelmi, Krystyna Janda și Mariusz Dmochowski. Scenariul este bazat pe Războiul lumilor de H.G. Wells.  A fost imediat interzis de către guvernul polonez la premiera sa din 1981, deoarece a reprezentat paralele politice cu contextul politic al țării în acel moment. A fost relansat la 20 februarie 1983.

## Prezentare
Filmul începe dintr-o poziția asemănătoare sugerată de titlu, Războiul lumilor. Dar, decât să o dezvolte în același mod ca și romanul, povestea este folosită ca un comentariu plin de înțelepciune asupra situației politice a Poloniei în perioada Republicii Populare Polone.
Filmul începe cu venirea unei civilizații mai avansate de pe planeta Marte, care pretinde că are o atitudine prietenoasă față de pământeni. Locul vizitat de marțieni seamănă cu un stat polițienesc în care un rol imens îl joacă televiziunea, care este folosită ca instrument de propagandă.
Principalul personaj al filmului, Iron Idem (Roman Wilhelmi) este un prezentator de știri care are un program popular de televiziune, Știri independente cu Iron Idem. Cu toate acestea, știrile prezentate în programul său nu sunt independente, ele sunt atent alese de șeful lui Idem (Mariusz Dmochowski), care mai târziu ordonă răpirea soției lui Idem (Krystyna Janda). Iron Idem este forțat să colaboreze cu aparatul de stat, care este controlat de marțienii însetați de sânge și încurajează oamenii să doneze sânge.
După ce a fost dat afară din apartamentul său, Idem are șansa de a observa cetățeni stupefiați care sunt victime ale represiunii aparatului de stat. În cele din urmă, protagonistul principal se revoltă și critică societatea în timpul unei super-emisiuni de televiziune, care este un concert organizat ca un rămas bun de la marțieni.
În ziua următoare plecării marțienilor, mass-media Pământului își schimbă percepția asupra întregii situații, iar vizita marțienilor este văzută acum ca o invazie agresivă, iar Iron Idem este prezentat ca principalul colaborator. El este condamnat la moarte și ucis, dar numai pe ecranul televizorului. În realitate, el părăsește studioul de televiziune și pășește în lumea exterioară, care este acoperită de ceață. Sfârșitul filmului pune la îndoială tot ce a apărut în film, inclusiv sosirea marțienilor.

## Distribuție
- Roman Wilhelmi - Iron Idem - personajul principal
- Mariusz Dmochowski - director al postului de televiziune
- Krystyna Janda - soția lui Idema
- Jerzy Stuhr - avocat
- Marek Walczewski - președintele comisiei de înregistrare
- Wiesław Drzewicz - bătrân
- Stanisław Gawlik - portar